# Dodona dipoea
Dodona dipoea är en fjärilsart som beskrevs av William Chapman Hewitson 1865. Dodona dipoea ingår i släktet Dodona och familjen Riodinidae. Inga underarter finns listade i Catalogue of Life.

## Bildgalleri

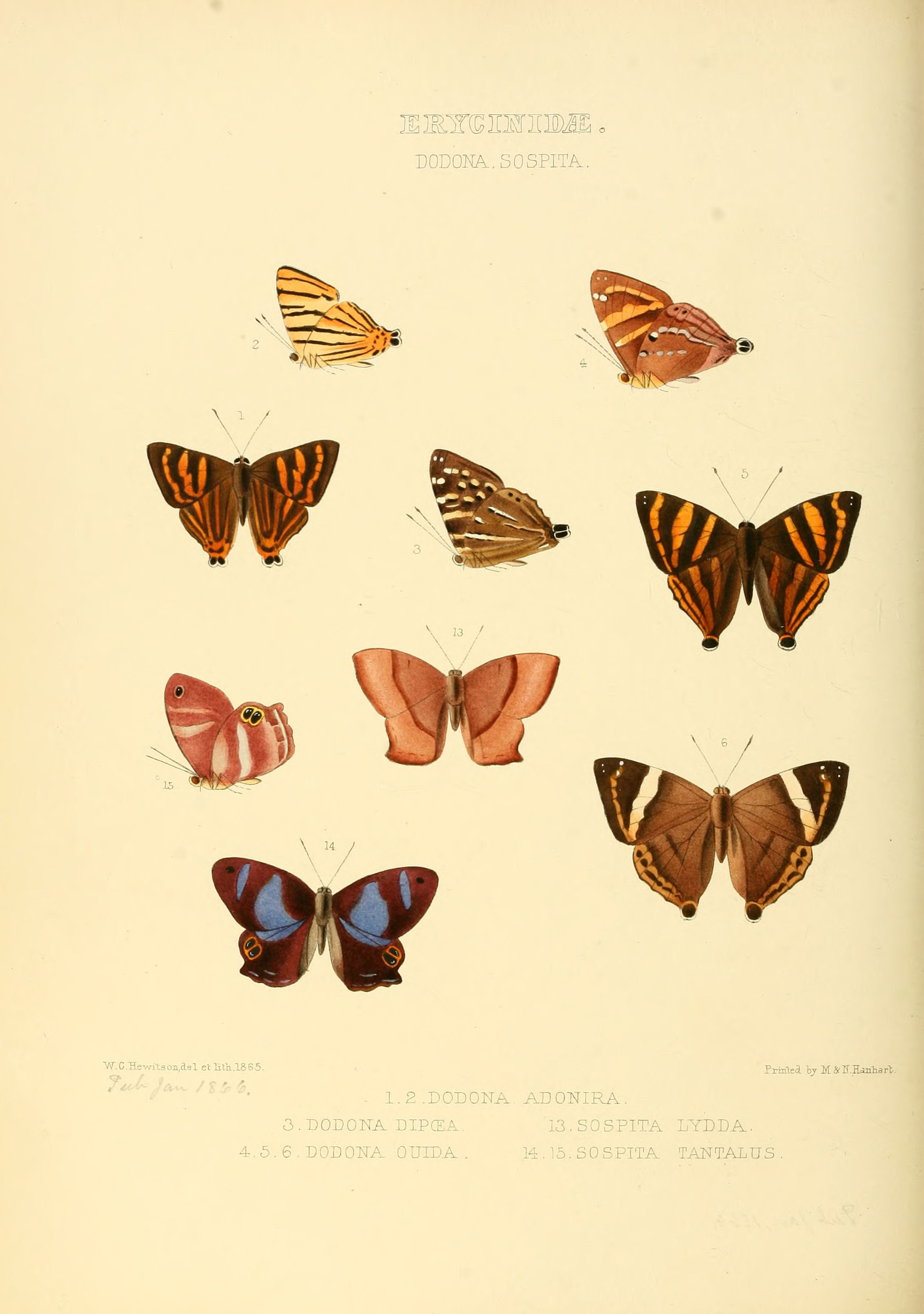
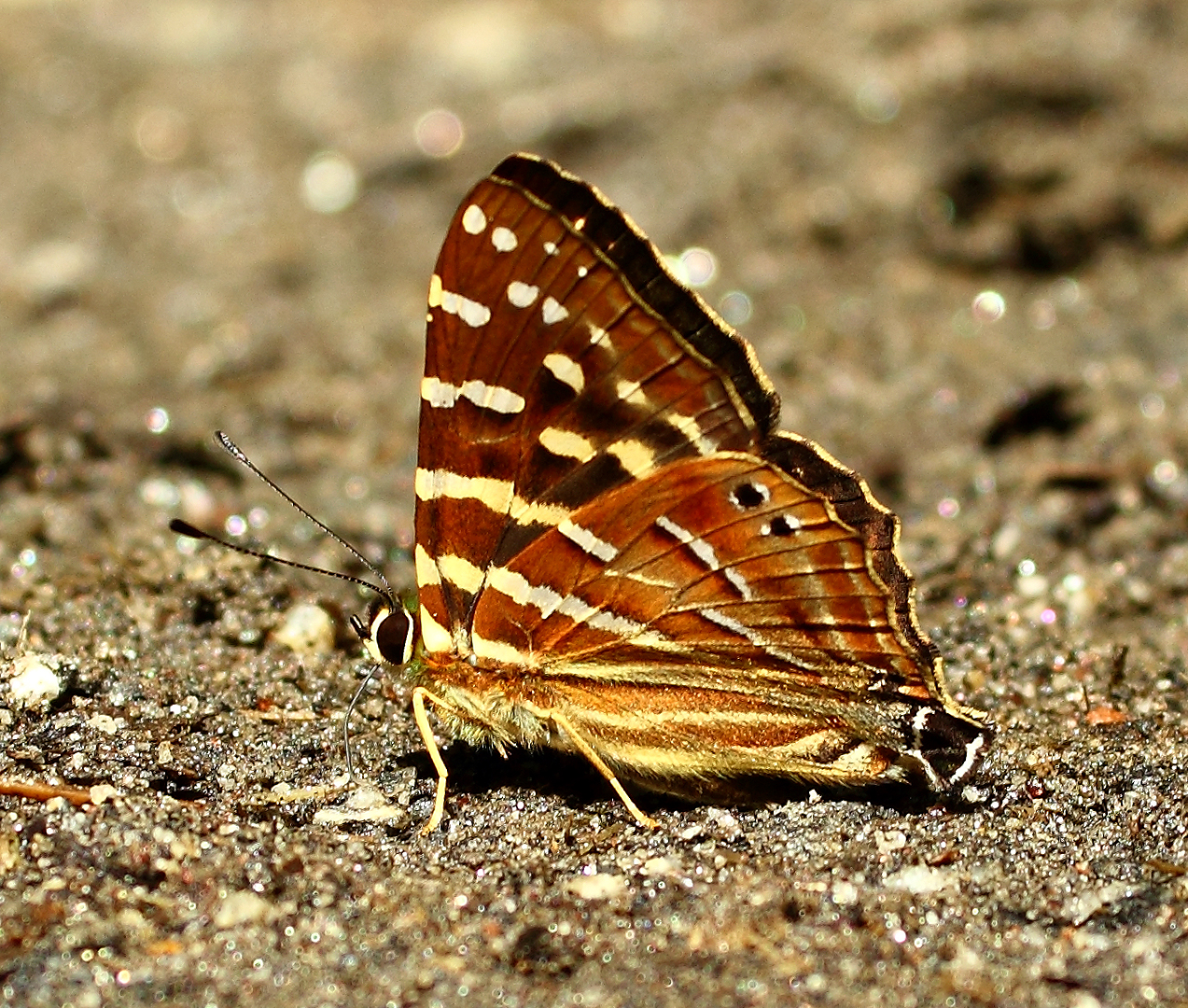